# London Grand Prix 2013
Navigation
Édition précédente Édition suivante
Le London Grand Prix 2013  est la 60e édition du London Grand Prix qui a eu lieu les 26 et 27 juillet 2013 à Londres, au Royaume-Uni. Il constitue la onzième étape de la Ligue de diamant 2013. Le meeting se dispute pour la première fois au Stade olympique de Londres et est rebaptisé pour l'occasion Sainsbury’s Anniversary Games 2013 afin de célébrer le premier anniversaire des Jeux olympiques de 2012.

## Résultats

### Ligue de diamant

#### Hommes
| Épreuve          | Vainqueur                          | Second                               | Troisième                      |
| ---------------- | ---------------------------------- | ------------------------------------ | ------------------------------ |
| 200 m            | Warren Weir 19 s 89                | Jason Young 19 s 99                  | Wallace Spearmon 20 s 18       |
| 400 m            | Kirani James 44 s 65               | Tony McQuay 45 s 14                  | Jonathan Borlée 45 s 40 (SB)   |
| Mile             | Augustine Choge 3 min 50 s 01 (PB) | Ayanleh Souleiman 3 min 50 s 07 (NR) | James Magut 3 min 50 s 93 (SB) |
| 3 000 m steeple  | Brimin Kipruto 8 min 06 s 86 (MR)  | Gilbert Kirui 8 min 06 s 96 (PB)     | Jairus Kipchoge 8 min 12 s 51  |
| 110 m haies      | David Oliver 13 s 20               | William Sharman 13 s 26 (PB)         | Artur Noga 13 s31              |
| Saut en hauteur  | Bohdan Bondarenko 2,38 m           | Erik Kynard 2,36 m                   | Mutaz Essa Barshim 2,24 m      |
| Saut en longueur | Aleksandr Menkov 8,31 m            | Fabrice Lapierre 8,17 m              | Mauro da Silva 8,00 m          |
| Lancer du disque | Piotr Małachowski 67,35 m          | Martin Wierig 66,60 m                | Gerd Kanter 66,29 m            |

#### Femmes
| Épreuve           | Vainqueur                          | Seconde                                | Troisième                       |
| ----------------- | ---------------------------------- | -------------------------------------- | ------------------------------- |
| 100 m             | Blessing Okagbare 10 s 79 (AR)     | Barbara Pierre 10 s 85 (PB)            | Kelly-Ann Baptiste 10 s 93      |
| 800 m             | Brenda Martinez 1 min 58 s 19 (MR) | Elena Mirela Lavric 1 min 59 s 79 (SB) | Ajee Wilson 2 min 00 s 20       |
| 3 000 m           | Shannon Rowbury 8 min 41 s 46 (WL) | Gabriele Anderson 8 min 42 s 64 (PB)   | Molly Huddle 8 min 43 s 99 (PB) |
| 400 m haies       | Zuzana Hejnová 53 s 07 (WL, NR)    | Perri Shakes-Drayton 53 s 67 (PB)      | Georganne Moline 54 s 32        |
| Triple saut       | Ekaterina Koneva 14,52 m           | Kimberly Williams 14,38 m              | Hanna Knyazyeva 14,29 m         |
| Saut à la perche  | Yarisley Silva 4,83 m              | Jennifer Suhr 4,73 m                   | Fabiana Murer 4,63 m            |
| Lancer du poids   | Valerie Adams 20,90 m (WL, MR)     | Christina Schwanitz 19,74 m            | Michelle Carter 19,24 m         |
| Lancer du javelot | Christina Obergföll 65,61 m        | Mariya Abakumova 64,48 m               | Kimberley Mickle 63,05 m        |

## Légende
Records et Performances
- AR : Record continental (area record)
- CR : Record des championnats (championship record)
- MR : Record du meeting (meet record)
- NR : Record national (national record)
- OR : Record olympique (olympic record)
- PR : Record paralympique (paralympic record)
- PB : Record personnel (personal best)
- SB : Meilleure performance personnelle de la saison (season's best)
- WL : Meilleure performance mondiale de l'année (world leader)
- WJR : Record du monde junior (world junior record)
- WR : Record du monde (world record)

Circonstances et Conditions
- DNF : N'a pas terminé (did not finish)
- DNS : N'a pas pris le départ (did not start)
- DQ : Disqualification (disqualification)
- NM : Aucun essai valable enregistré (No Mark)
- Q : Qualifié « directement » au prochain tour (ou à la prochaine compétition), lors d'une compétition majeure, grâce au classement ou à la réalisation des minima (automatic qualifier)
- q : Qualifié au prochain tour (ou à la prochaine compétition), lors d'une compétition majeure, grâce au repêchage ou à la réalisation de l'une des meilleures performances parmi celles des « non qualifiés directement » (grâce au meilleur temps ou à la meilleure distance par exemple) (secondary qualifier)